# 吉祥寺本町
吉祥寺本町（きちじょうじほんちょう）は、東京都武蔵野市の町名。現行行政地名は吉祥寺本町一丁目から吉祥寺本町四丁目。郵便番号は180-0004（武蔵野郵便局管区）。面積は0.86km2。

## 地理
武蔵野市の東部に位置する地域である。西は成蹊通りを挟んで中町、南は中央本線を挟んで御殿山・吉祥寺南町、北は東京都道7号杉並あきる野線（五日市街道）を挟んで吉祥寺東町・吉祥寺北町に隣接する。

### 地価
住宅地の地価は2017年（平成29年）1月1日に公表された公示地価によれば吉祥寺本町4-21-6の地点で63万5000円/m2となっている。
2019年（令和元年)に公表された公示地価によれば吉祥寺本町2-17-2の地点で140万円/m2となっている。

## 歴史
- 1962年（昭和37年）4月1日 - 武蔵野市内の町名整理が行われ、大字吉祥寺が吉祥寺北町・吉祥寺東町・吉祥寺本町・吉祥寺南町・御殿山・中町に分割される[6]。
- 1964年（昭和39年）2月1日 - 住居表示実施[6]。

### 治安・風紀の維持
2012年、東京都は吉祥寺本町一丁目および二丁目を都迷惑防止条例に基づき、客引きやスカウトのみならず、それらを行うために待機する行為なども禁止する区域に指定した。
さらに2019年には同じく吉祥寺本町一丁目および二丁目を暴力団排除条例に基づき、暴力団排除特別強化地域に指定。地域内では暴力団と飲食店等との間で、みかじめ料のやりとりや便宜供与などが禁止され、違反者は支払った側であっても懲役1年以下または罰金50万円以下の罰則が科される。

## 世帯数と人口
2018年（平成30年）1月1日現在の世帯数と人口は以下の通りである。
| 丁目             | 世帯数    | 人口     |
| ---------------- | --------- | -------- |
| 吉祥寺本町一丁目 | 1,375世帯 | 2,041人  |
| 吉祥寺本町二丁目 | 1,789世帯 | 2,670人  |
| 吉祥寺本町三丁目 | 1,741世帯 | 2,946人  |
| 吉祥寺本町四丁目 | 2,089世帯 | 3,894人  |
| 計               | 6,994世帯 | 11,551人 |

## 小・中学校の学区
市立小・中学校に通う場合、学区は以下の通りとなる
| 丁目             | 街区             | 小学校                 | 中学校               |
| ---------------- | ---------------- | ---------------------- | -------------------- |
| 吉祥寺本町一丁目 | 12〜38番         | 武蔵野市立本宿小学校   | 武蔵野市立第三中学校 |
| 吉祥寺本町一丁目 | その他           | 武蔵野市立第一小学校   | 武蔵野市立第一中学校 |
| 吉祥寺本町二丁目 | 1〜20番 24〜34番 | 武蔵野市立第一小学校   | 武蔵野市立第一中学校 |
| 吉祥寺本町二丁目 | その他           | 武蔵野市立井之頭小学校 | 武蔵野市立第一中学校 |
| 吉祥寺本町三丁目 | 全域             | 武蔵野市立井之頭小学校 | 武蔵野市立第一中学校 |
| 吉祥寺本町四丁目 | 全域             | 武蔵野市立第一小学校   | 武蔵野市立第一中学校 |

## 交通

### 鉄道
| 隣接する街区の駅                                                           |
| -------------------------------------------------------------------------- |
| JR中央線 JR中央・総武線各駅停車 京王井の頭線 吉祥寺駅(JC 11)(JB 02)(IN 17) |

※吉祥寺本町1丁目・2丁目自体が、吉祥寺駅北口の商業地帯中心地となる。

### バス
- 関東バス武蔵野営業所…が、周囲の路線を運行している。
- 関東バス五日市街道営業所 …が、周囲の路線を運行している。
- 西武バス上石神井営業所…が、周囲の路線を運行している。

### 道路

#### 東西方向
- 東京都道7号杉並あきる野線（五日市街道・井ノ頭通り）
- 平和通り
- 元町通り
- 本町新道
- 八丁通り
- 中道通り
- 昭和通り
- 東急通り・大正通り

#### 南北方向
- 成蹊通り
- 東京都道114号武蔵野狛江線（吉祥寺通り）
- 吉祥寺大通り
- サンロード
- 西三条通り
- 西五条通り

## 施設
吉祥寺駅は吉祥寺南町に所在する。

### 吉祥寺本町一丁目
- 武蔵野市立吉祥寺図書館
- 武蔵野市商工会館
- 吉祥寺シアター
- 本町コミュニティセンター
- ヨドバシカメラマルチメディア吉祥寺
- 吉祥寺パーキングプラザ
  - 吉祥寺CLUB SEATA
- F&Fビル
  - コピス吉祥寺
  - 武蔵野市立吉祥寺美術館
- ロフト吉祥寺店
- 西友吉祥寺店
- 吉祥寺PARCO
- 雲洞山天曉院 月窓寺 – 吉祥寺の「四軒寺」（岸光山（岸養山）吉祥院安養寺[11]、光専寺、蓮乗寺、月窓寺）の一つ
- 月窓山井の頭院 光專寺 – 吉祥寺の四軒寺の一つ[12]
- 佛種山得乘院 蓮乘寺 – 吉祥寺の四軒寺の一つ

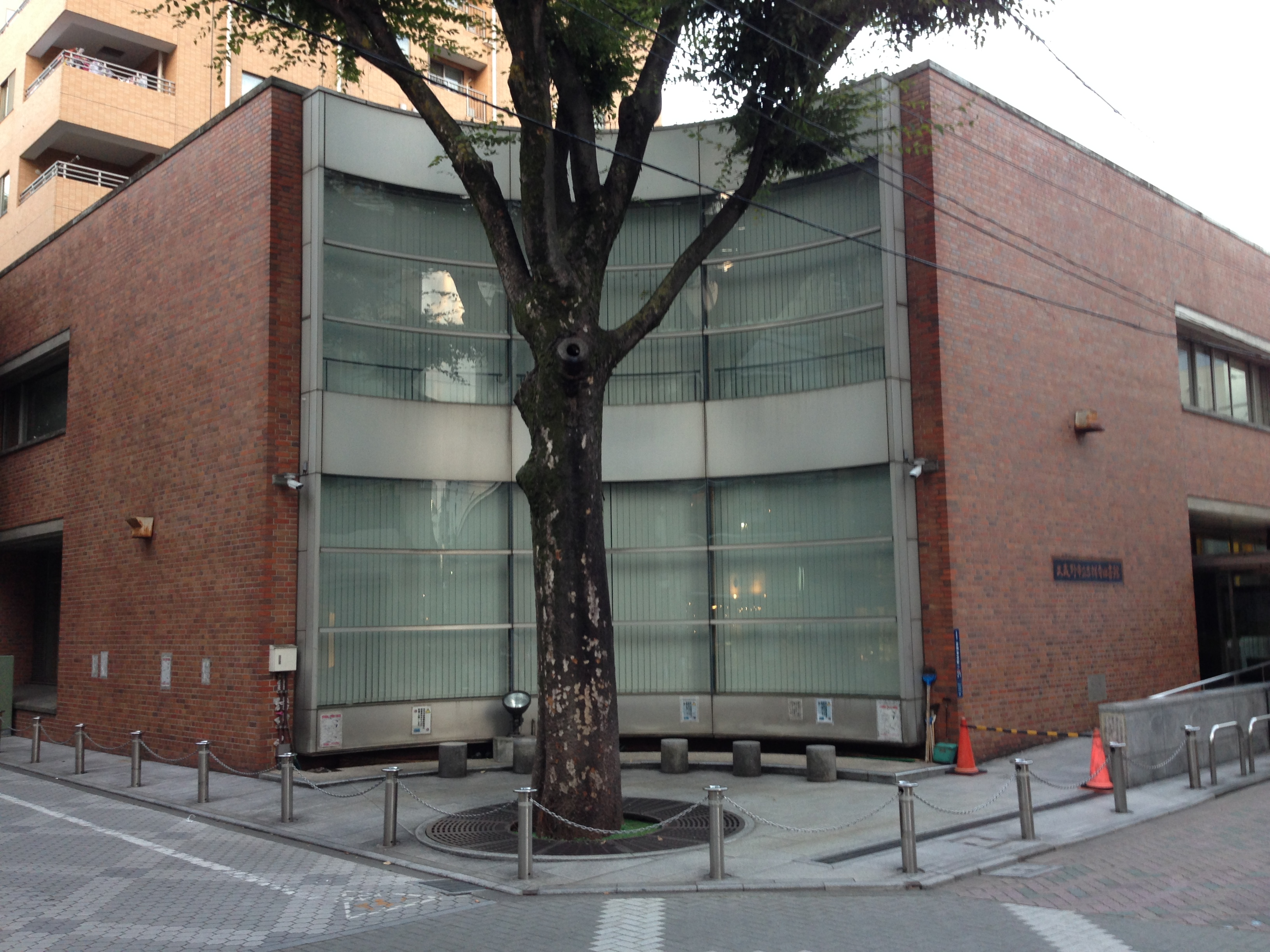
吉祥寺図書館
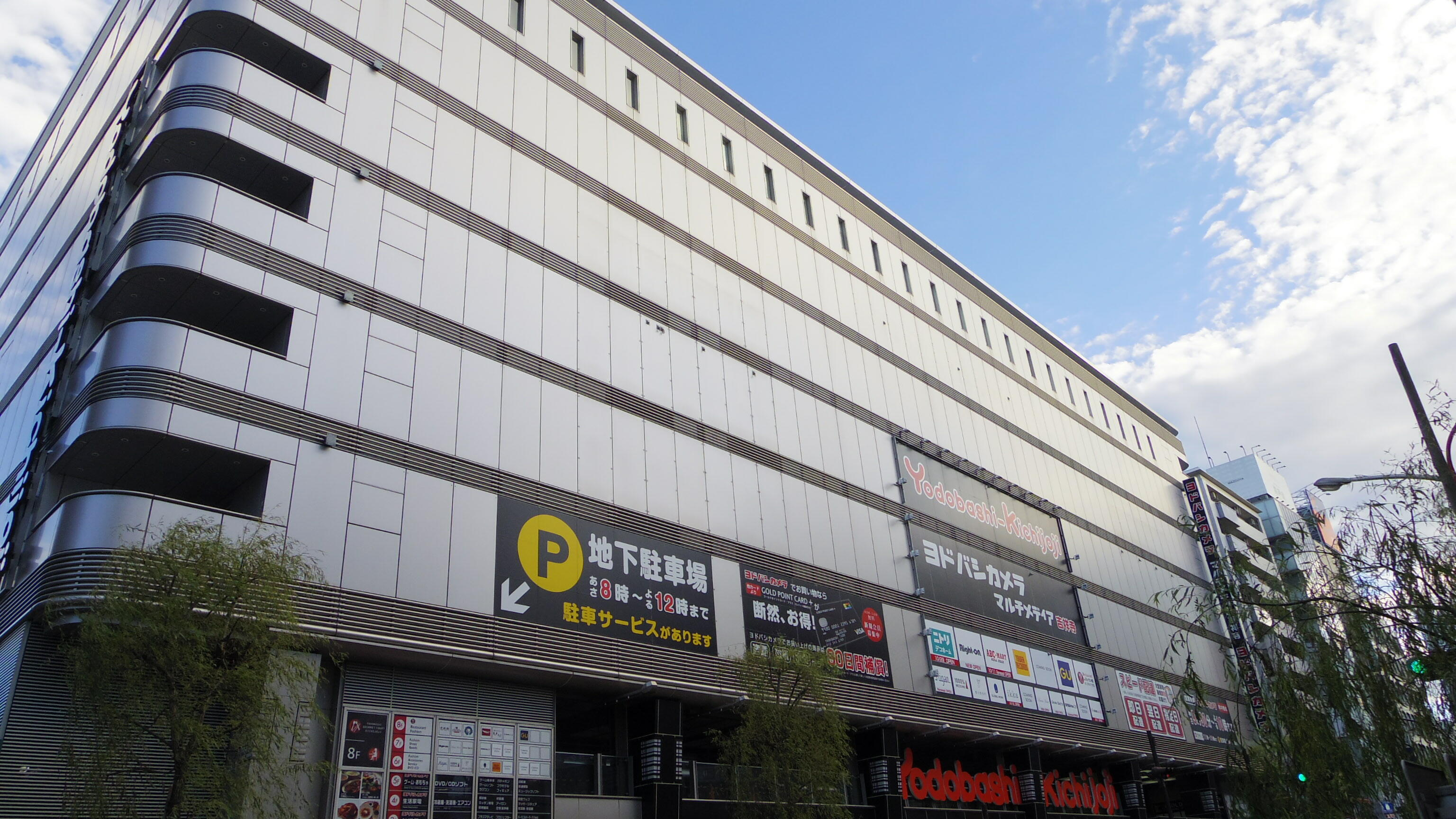
ヨドバシ吉祥寺
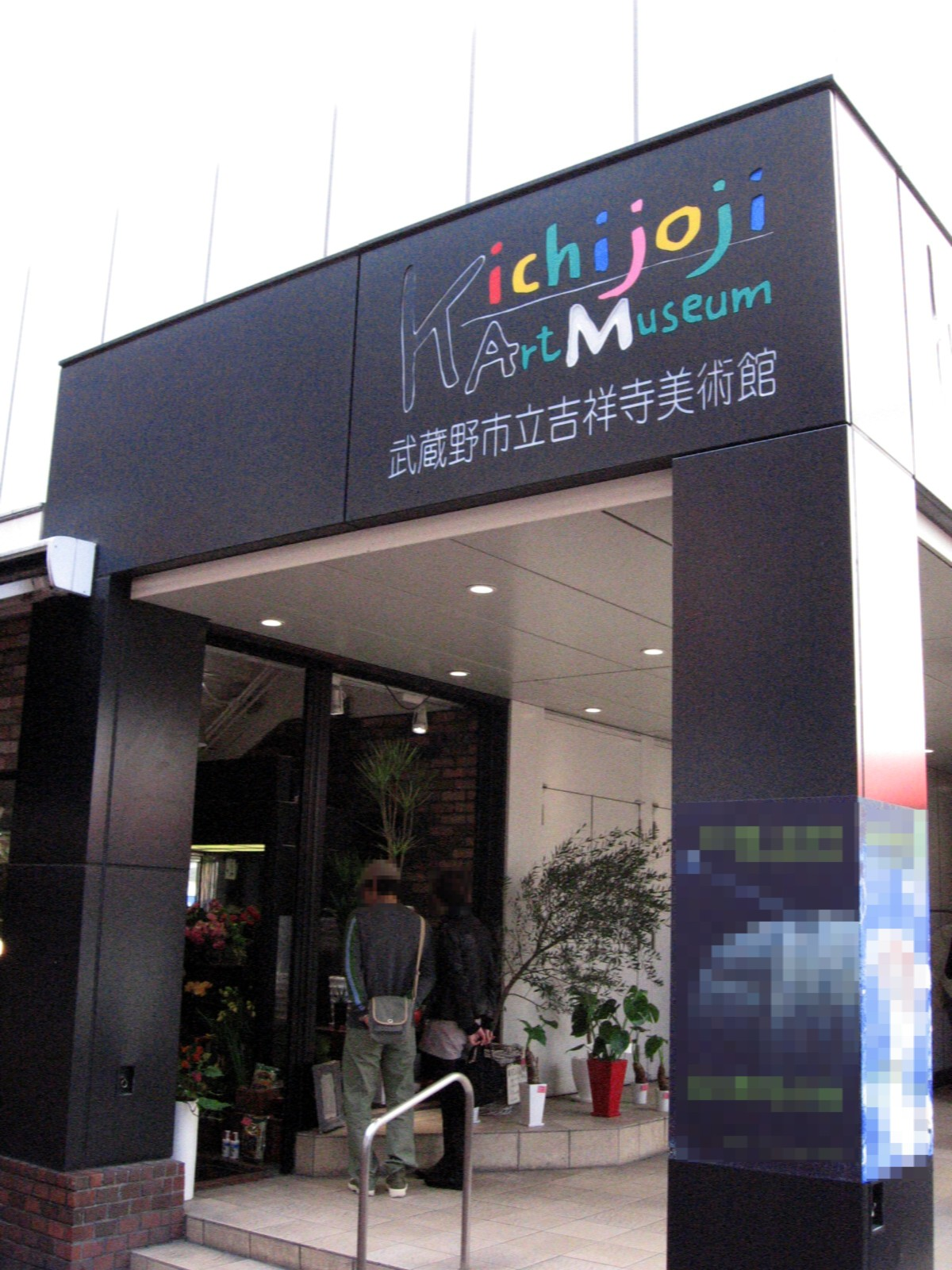
吉祥寺美術館
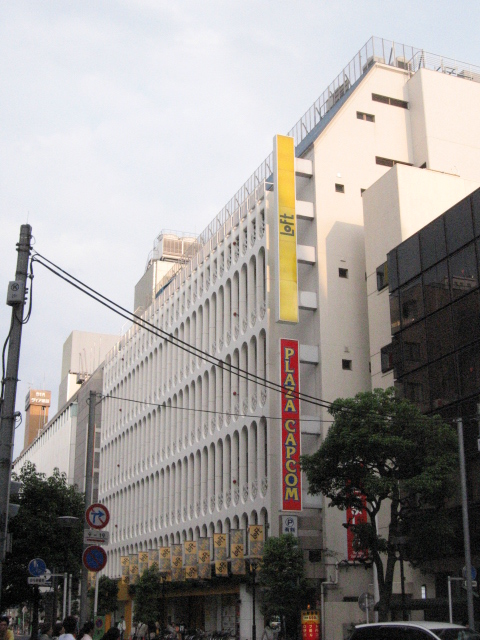
ロフト吉祥寺店
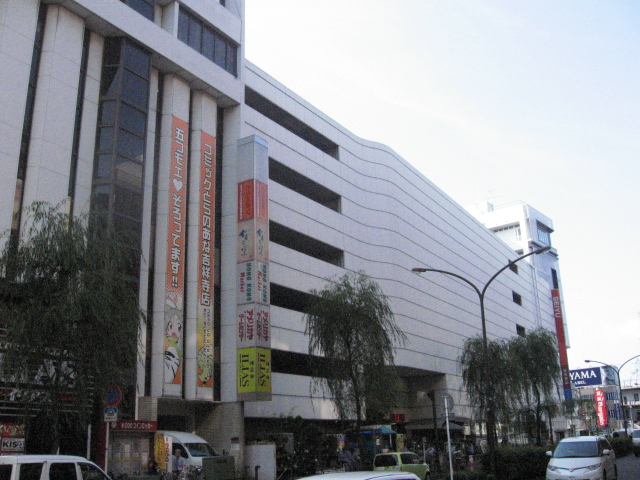
西友吉祥寺店
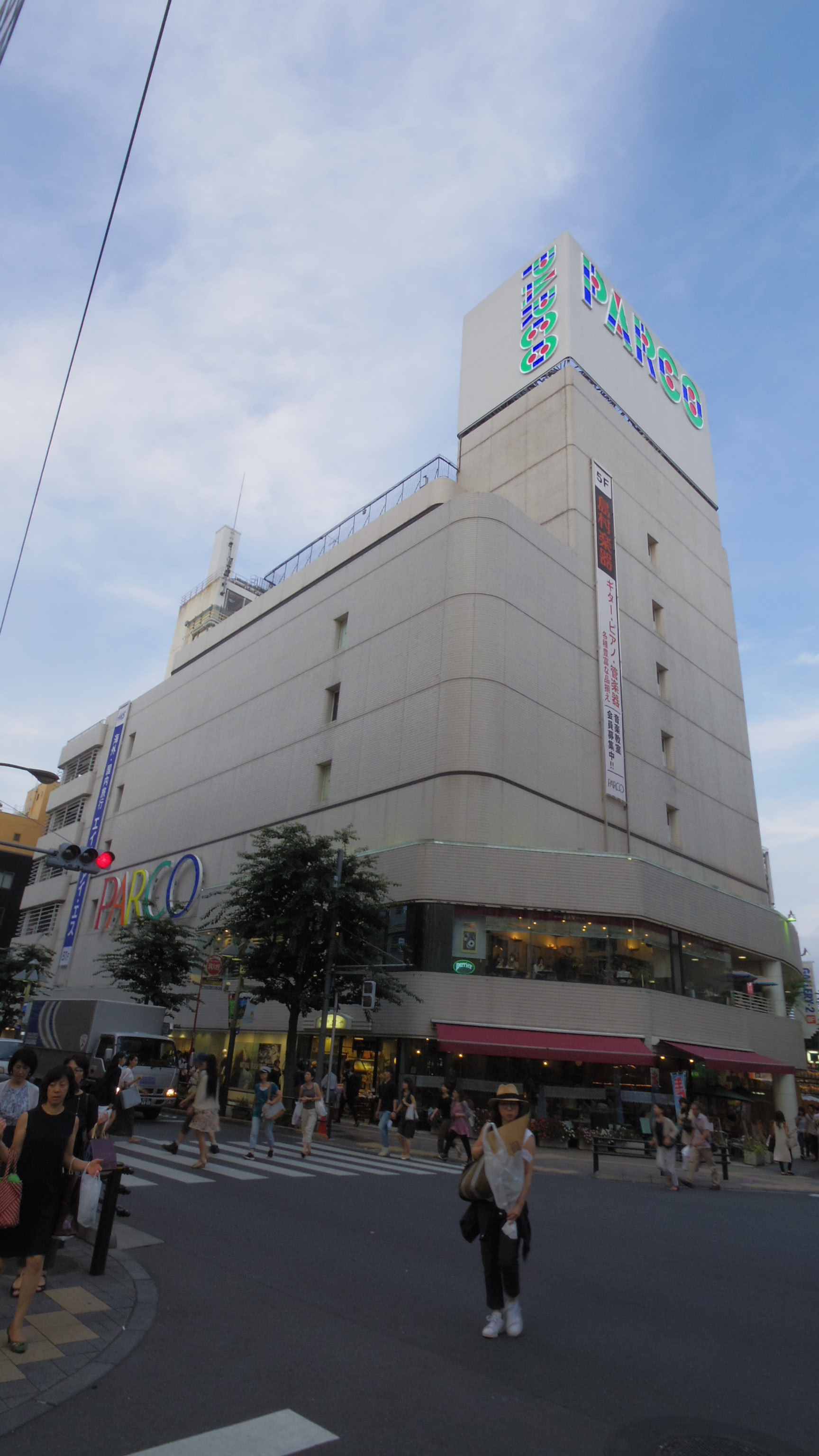
吉祥寺PARCO

### 吉祥寺本町二丁目

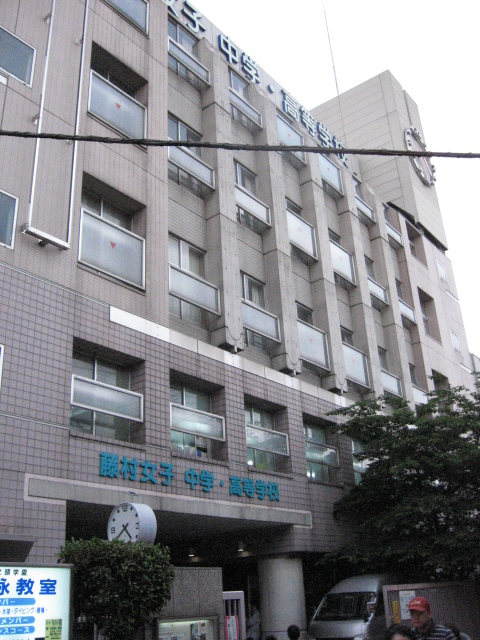
藤村女子中学校・高等学校
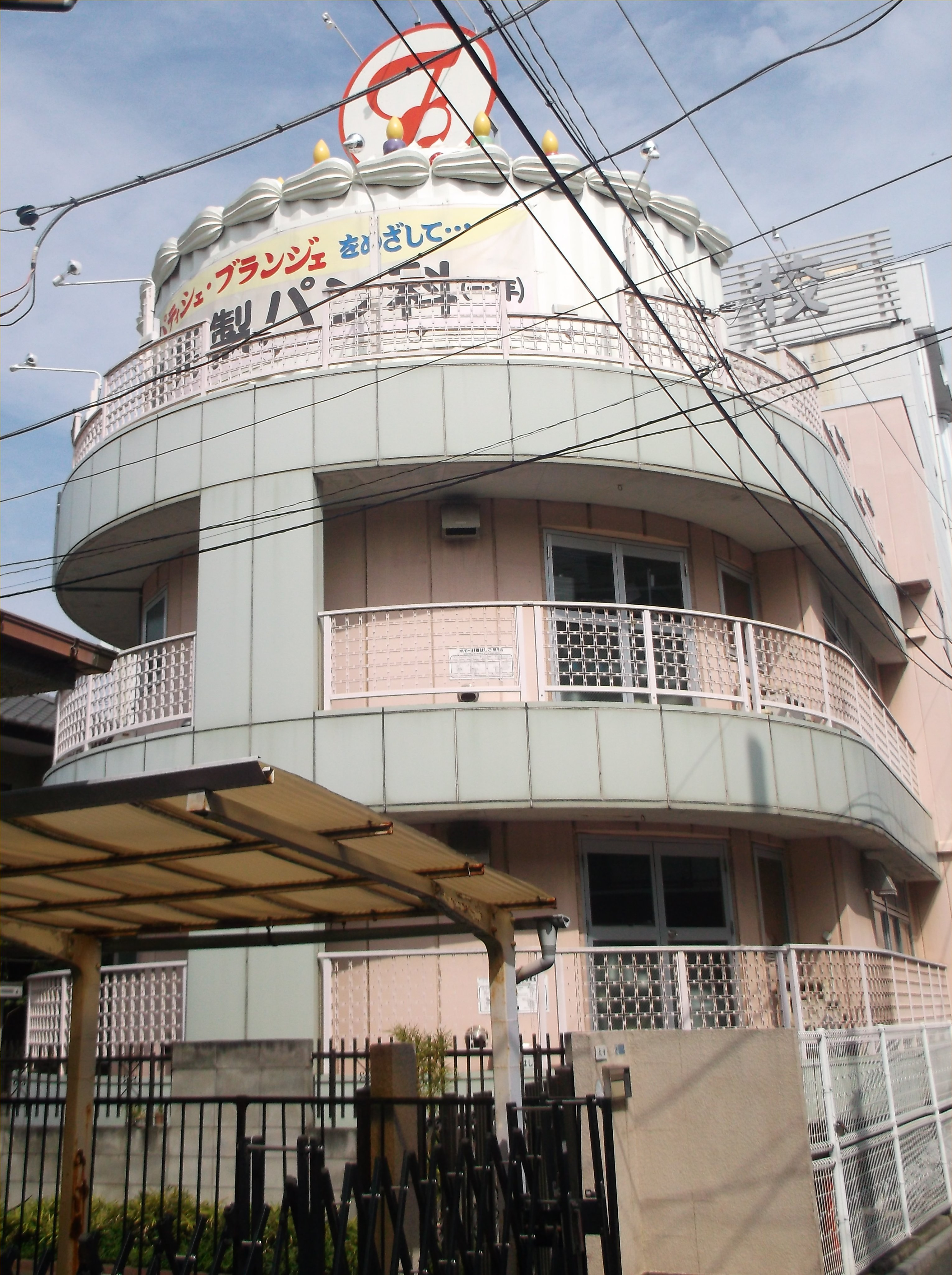
吉祥寺二葉栄養調理専門職学校
- 吉祥寺二葉製菓専門職学校
- すみれ幼稚園
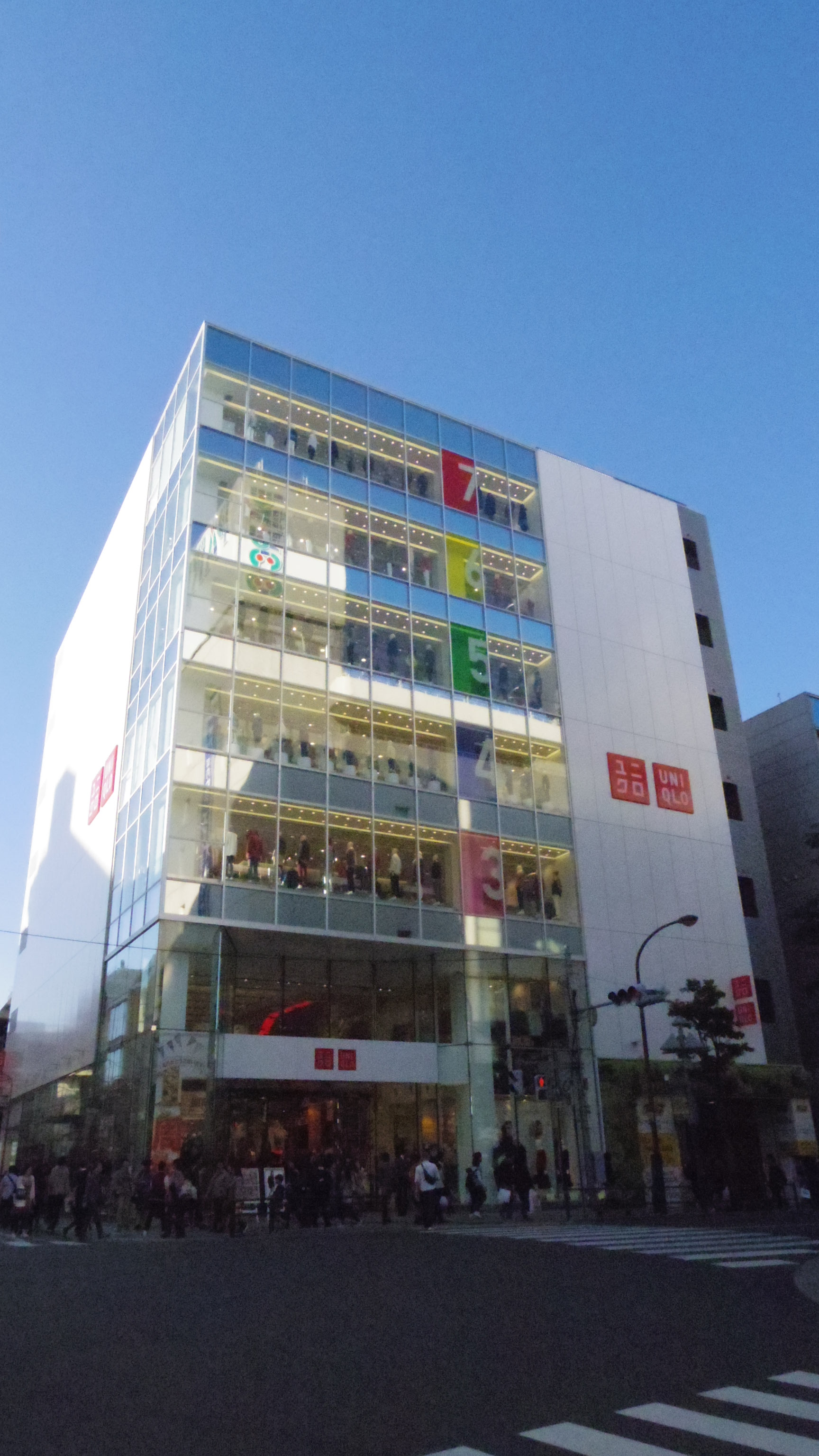
ユニクロ吉祥寺店
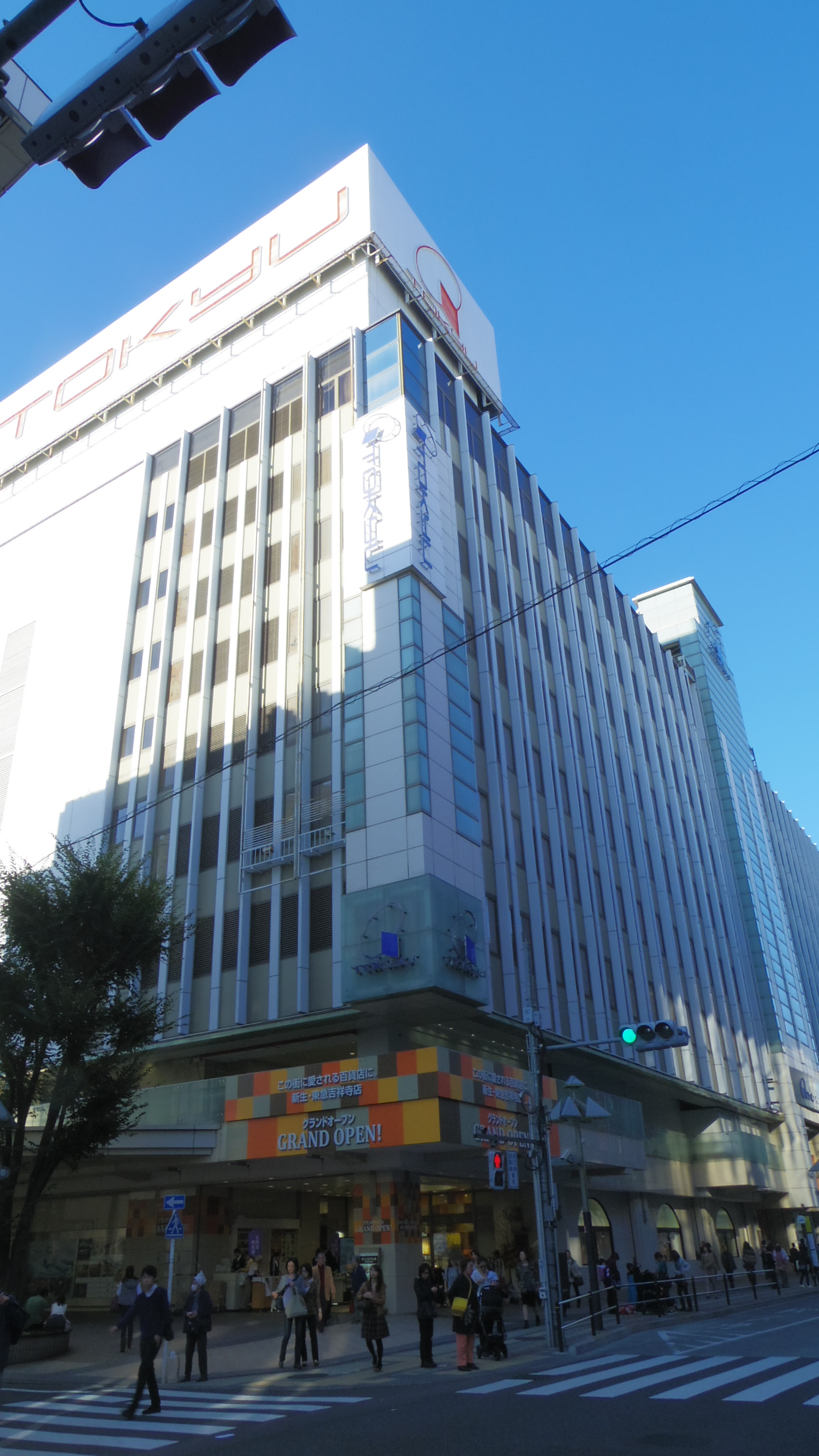
東急百貨店吉祥寺店
- 吉祥寺エクセルホテル東急

- 藤村女子中学校・高等学校
- 吉祥寺二葉製菓専門職学校
- ユニクロ吉祥寺店
- 東急百貨店吉祥寺店

### 吉祥寺本町三丁目
- 武蔵野市立井之頭小学校
- 武蔵野税務署
- 紀ノ国屋吉祥寺店

### 吉祥寺本町四丁目
- 武蔵野市立第一小学校

## 出身・ゆかりのある人物
- 大野緑一郎（弁護士） - 内閣総理大臣・橋本龍太郎の外祖父。住所が吉祥寺本町3丁目[13]。
- 中村高一（弁護士、衆議院副議長） - 住所が吉祥寺本町1丁目[14]。
- 中村護（弁護士） - 中村高一の長男[14]。1955年、吉祥寺本町に法律事務所を開設（1960年に事務所は吉祥寺東町に移転）。
- 古井喜実（日中友好会館会長、衆議院議員） - 厚生大臣、法務大臣などを歴任[15]。住所が吉祥寺本町2丁目のハイツ扇山[15]。